# Heraeus (Unternehmen)
Heraeus ist ein deutscher Technologiekonzern, der weltweit tätig ist, unter anderem in der Herstellung und Verarbeitung von Edelmetallen und Quarzglas oder in der Entwicklung von Sensoren und elektronischen Komponenten. Die Heraeus Holding zählt nach Umsatz zu den größten Familienunternehmen in Deutschland.

## Geschichte

### Ab 1660: Apotheke als Konzernursprung

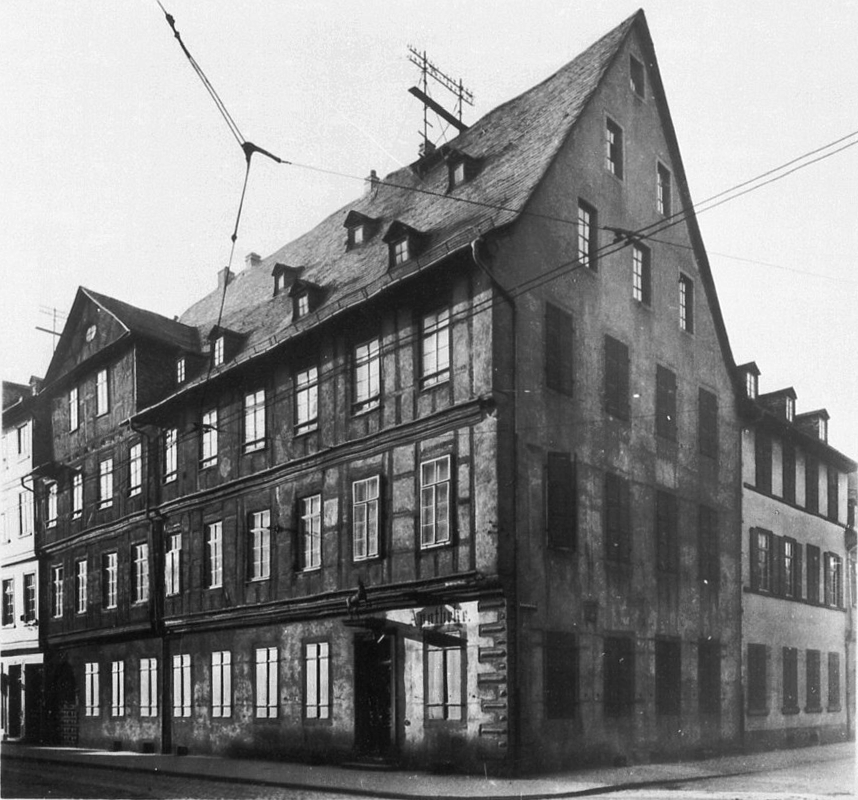
Haus Einhorn-Apotheke in Hanau

Der Ursprung des Familienunternehmens Heraeus reicht bis in das 17. Jahrhundert zurück. Im Oktober 1660 übernahm Isaac Heraeus (1636–1676) die damalige Faucque-Apotheke in Hanau-Neustadt. 1668 eröffnete er am Marktplatz in der Hanauer Neustadt eine eigene Apotheke unter dem Namen „Zum weißen Einhorn“, die spätere Einhorn-Apotheke. Das Gebäude selbst existiert nicht mehr, da es den Luftangriffen der Alliierten auf Hanau im Zweiten Weltkrieg zum Opfer fiel.
Franz Heraeus (1661–1707), ältester Sohn von Isaac Heraeus, führte die väterliche Apotheke von 1683 bis 1707 und hatte den ersten Kontakt mit Edelmetallen in der Heraeus-Familie. Aus einer alten Urkunde geht hervor, dass er schon 1694 Feingold zur Vergoldung an die französische Kirche in Hanau lieferte. Die Einhorn-Apotheke wurde über insgesamt sechs Generationen bis Mitte des 19. Jahrhunderts als gräfliche Hofapotheke geführt.

### 1851–1888: Gründung der Platinschmelze

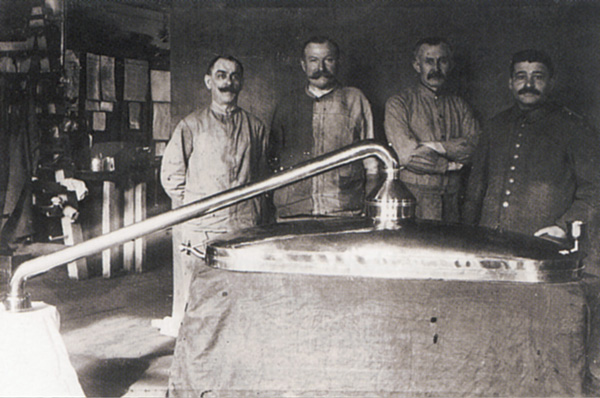
Deutsches Reichspatent Nr. 63591 zur Vergoldung von Platinblech: Das erste Patent der Firmengeschichte

Im Jahr 1851 übernahm der Apotheker und Chemiker Wilhelm Carl Heraeus die Einhorn-Apotheke in Hanau von seinem Vater Esay Heraeus (1785–1830).
Ihm war bekannt, dass die Goldschmiede in der Stadt zur damaligen Zeit Schwierigkeiten hatten, das Edelmetall Platin für die Herstellung von Schmuck zu bearbeiten, da es eine große Zähigkeit und einen hohen Schmelzpunkt besitzt. Nach Experimenten gelang es Wilhelm Carl Heraeus erstmals 1856 mit einem selbst entwickelten Knallgas-Gebläsebrenner, Platin in größeren Mengen zu schmelzen und hochrein zu gewinnen. Zwar war das Verfahren bereits bekannt, jedoch gelang dies im Labor zuvor nur in geringen Mengen. Heraeus gründete die „Erste Deutsche Platinschmelze W. C. Heraeus“. Zu den Kunden seines Unternehmens zählten Goldschmiedewerkstätten und Schmuckfabriken aus aller Welt, aber auch Zahnfabriken, chemische Laboratorien und weitere Industriezweige. Im Jahr 1857 produzierte W.C. Heraeus rund 30 Kilogramm reines Platin, zwischen 1875 und 1879 wurden bereits bis zu 400 Kilogramm pro Jahr verkauft, 1888 über 900 Kilogramm.

### 1889–1926: Erfindungen und Patente

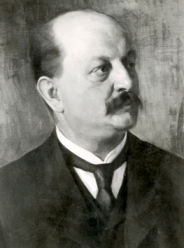
Richard Küch

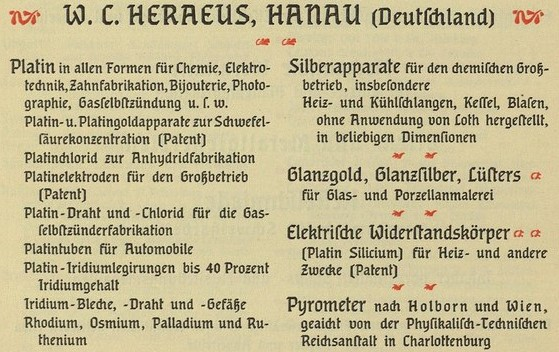
Weltausstellung Paris 1900

1889 übernahmen die beiden Söhne des Firmengründers, Wilhelm und Heinrich Heraeus, die Geschäftsführung. Sie trieben Forschung und Entwicklung voran und holten einen ehemaligen Schulfreund, den Physiker und Chemiker Richard Küch, in das Unternehmen.
Küch betrieb weiterhin Grundlagenforschung und war 1891 an dem Deutschen Reichspatent Nr. 63591 zur Vergoldung von Platinblech beteiligt, das erste Patent der Firmengeschichte. 1899 entwickelte Küch dann ein Verfahren, bei dem durch Schmelzen von Bergkristall bei rund 2000 °C Quarzglas gewonnen werden konnte. Dieses nahezu blasenfreie Quarzglas war von höchster Reinheit und ist bis heute als Werkstoff Grundlage von Lichtwellenleitern und Mikrochips und wird auch in der Medizin eingesetzt.
Mit der Entwicklung der Höhensonne im Jahr 1904 gelten Küch und Heraeus als Erfinder der UV-Hochdrucklampe und Wegbereiter der Körperbestrahlung mit künstlichen Lichtquellen zur medizinischen Lichttherapie.

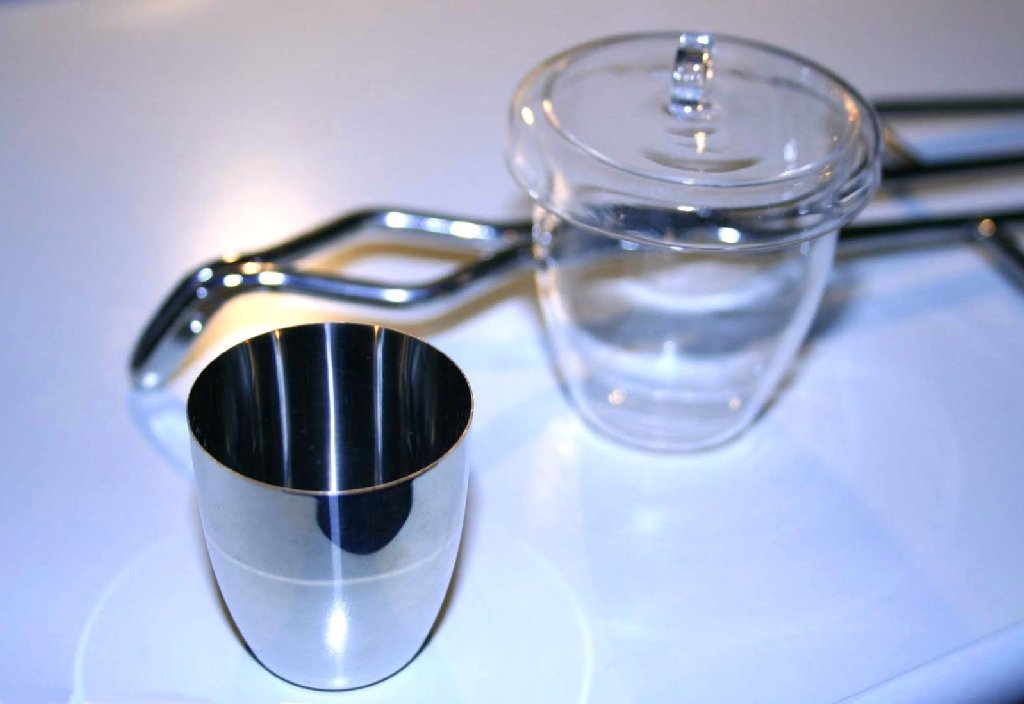
Tiegel aus Platin und Quarzglas

Den Schwerpunkt der Produktion bildete weiterhin das Platin, das aufgrund seiner chemischen und physikalischen Eigenschaften für immer neue Anwendungsgebiete eingesetzt wurde. Wegen seiner Widerstandsfähigkeit gegen Säuren und Hitze wurde Platin unter anderem für wissenschaftliche Geräte, Tiegel und Schalen in der Chemie und Physik verwendet. Außerdem nutzte man bereits im 19. Jahrhundert das Edelmetall für Haltestifte zum Fixieren von künstlichen Zähnen, für Leuchtdrähte in Glühlampen und nichtkorrodierende elektrische Kontakte in Telefonen. 1906 entwickelte Küch das normierte Widerstandsthermomenter aus Platin, das vom Prinzip her auch heute noch in Autos und Backöfen Verwendung findet.
Ab 1889 wurden die USA zu einem wichtigen Absatzmarkt für Platin und Platinprodukte. Der 1896 ausgewanderte Charles Engelhard (1867–1950), Schwager der beiden Heraeus-Brüder, wurde Repräsentant des Konzerns. 1902 gründete er die Engelhard Corporation, ein Unternehmen zur Raffination von Platin, Gold und Silber.
1909 wurde Heraeus von einer offenen Handelsgesellschaft in die W. C. Heraeus GmbH umgewandelt. Richard Küch wurde Mitgesellschafter und einer von drei Geschäftsführern.

### Ab 1927

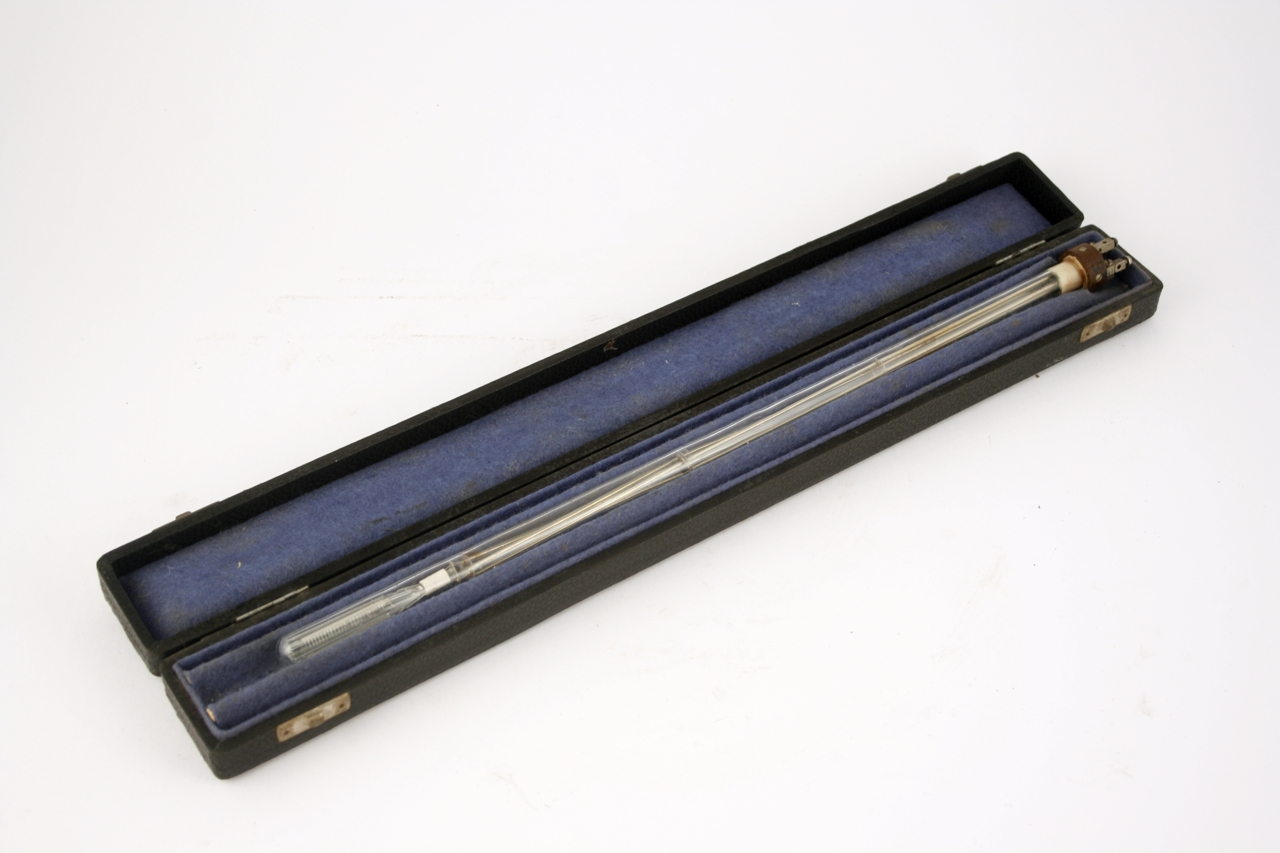
Platin-Thermometer von Heraeus (ca. 1930–1940)

Wilhelm Heinrich Heraeus und sein Vetter Reinhard Heraeus übernahmen ab 1927 in dritter Generation die Führung des Unternehmens für nahezu 40 Jahre. In dieser Epoche wurden neue physikalische Erkenntnisse von Heraeus umgesetzt – beispielsweise in der Fertigung von ersten Dentallegierungen. Eine Innovation war 1919 das Schmelzen von metallischen Werkstoffen unter Vakuum, das von Wilhelm Rohn eingeführt wurde. Daraus entstand kurzzeitig das selbstständige Unternehmen Heraeus Vakuumschmelze, das innerhalb von zehn Jahren 84 deutsche Patente anmeldete.
Doch es gab auch Rückschläge. Bedingt durch den Ersten Weltkrieg, die Inflation und den Zusammenbruch des Edelmetallmarktes in Russland waren die Preise für Platin extremen Schwankungen unterworfen. Bei Heraeus richtete man deshalb die Forschungsaktivitäten vor allem auf Recyclingtechniken aus und versuchte zeitgleich, geeignete Werkstoffe und Materialien als Ersatz für die Edelmetalle zu finden.

### Zweiter Weltkrieg und NS-Zeit
Das Unternehmen wuchs stetig und beschäftigte im Jahr 1939 rund 1.000 Mitarbeiter, die einen Jahresumsatz von 20 Millionen Mark erzielten.
Mit dem Ausbruch des Zweiten Weltkrieges wurden zahlreiche Mitarbeiter zum Militär eingezogen. Der Konzern beschäftigte 1.500 Zwangsarbeiter aus dem Zivilarbeiterlager Hanau. Die Produktion verlagerte sich auf rüstungsrelevante Güter wie beispielsweise Katalysatoren für FLAK Scheinwerfer. Bei Luftangriffen in den Jahren 1944 und 1945 wurden die Betriebsanlagen des Unternehmens in Hanau fast völlig zerstört. Heraeus trat dem Fonds der Stifterinitiative der deutschen Wirtschaft „Erinnerung, Verantwortung und Zukunft“ zur Entschädigung von Zwangsarbeitern bei.

### 1945–1983 Internationalisierung nach dem Wiederaufbau
In den Jahren des Wiederaufbaus stand vor allem die Herstellung bewährter Produkte und Konsumgüter sowie der Ausbau von neuen Fertigungsbereichen im Mittelpunkt. Die Basis für die Internationalisierung und den Vorstoß in ausländische Märkte war bereits vor der Jahrhundertwende vom Firmengründer geschaffen worden. Auf diese Kontakte konnte der Konzern in der Nachkriegszeit zurückgreifen und damit zum Beispiel den amerikanischen Markt für den Absatz optischen Quarzglases gewinnen.
Ab 1958 gründete der Konzern erste ausländische Vertriebsgesellschaften in Frankreich und Italien, ab 1972 folgten Tochtergesellschaften und internationale Beteiligungen. In Japan und den USA wurden neue Quarzglaswerke gegründet, gefolgt von Produktionsstätten in Korea und auf den Philippinen für Kontaktierungsdrähte aus hochreinem Gold für Halbleiterbauelemente, sogenannte Bonddrähte. 1970 übernahm Helmut Gruber, ein in der Metallkunde angesehener Physiker, die Leitung der Geschäftsführung sowie konzernübergreifend die Verantwortung für das Technik-Ressort. Er förderte die Aktivitäten in den Bereichen Quarzglas, Edelmetallchemie und Sondermetalle sowie den Aufbau von Tochtergesellschaften im Ausland. Erstmals im Jahr 1979 lag der Umsatz im Ausland über dem Inlandsumsatz.
Heraeus lieferte das weltraumstabile Quarzglas für den noch immer funktionsfähigen Laserreflektor zur genauen Bestimmung der Entfernung Erde-Mond, den die Apollo-11-Mission auf der Mondoberfläche zurückließ.

### 1983–2000: Gründung der Holding

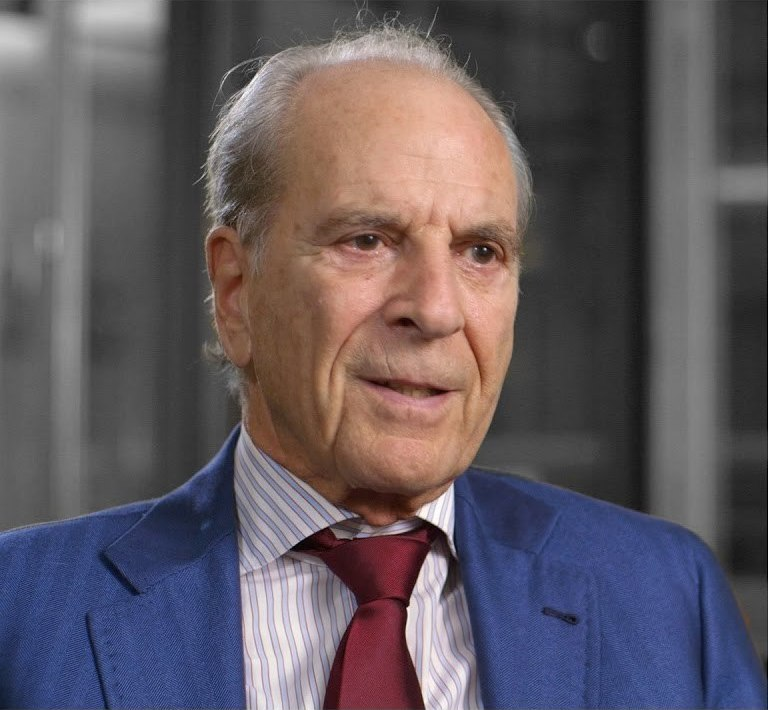
Jürgen Heraeus (2017)

Jürgen Heraeus, Sohn von Reinhard Heraeus und seit 1970 Mitglied der Geschäftsführung, übernahm von 1983 bis 2000 in vierter Generation die Unternehmensleitung.
Unter seiner Führung wurde die Internationalisierung verstärkt fortgeführt. Die Voraussetzungen hierzu wurden durch eine tiefgreifende Reorganisation des Unternehmens sowie moderne Managementstrukturen geschaffen. Nach der Gründung der Heraeus Holding im Jahr 1985 folgte 1990 eine umfassende Dezentralisierung. Hierfür wurden unter dem Dach der Management Holding die Kernarbeitsbereiche Edelmetalle, Dentalwerkstoffe, Quarzglas, Sensoren und Medizintechnik in fünf dezentrale, selbstständige Führungsgesellschaften umgewandelt.
1991 explodierte am Quarzglas-Standort in Hanau ein Wasserstofftank und zerstörte große Teile des Werksgeländes. Im selben Jahr legte das Unternehmen im Chemiepark Bitterfeld-Wolfen (Sachsen-Anhalt) nach der deutschen Wiedervereinigung den Grundstein für die größte Fabrik zur Produktion von synthetischem Quarzglas zur Herstellung von Lichtleitfasern.

### 2001–2019: Wachstum und Umstrukturierung

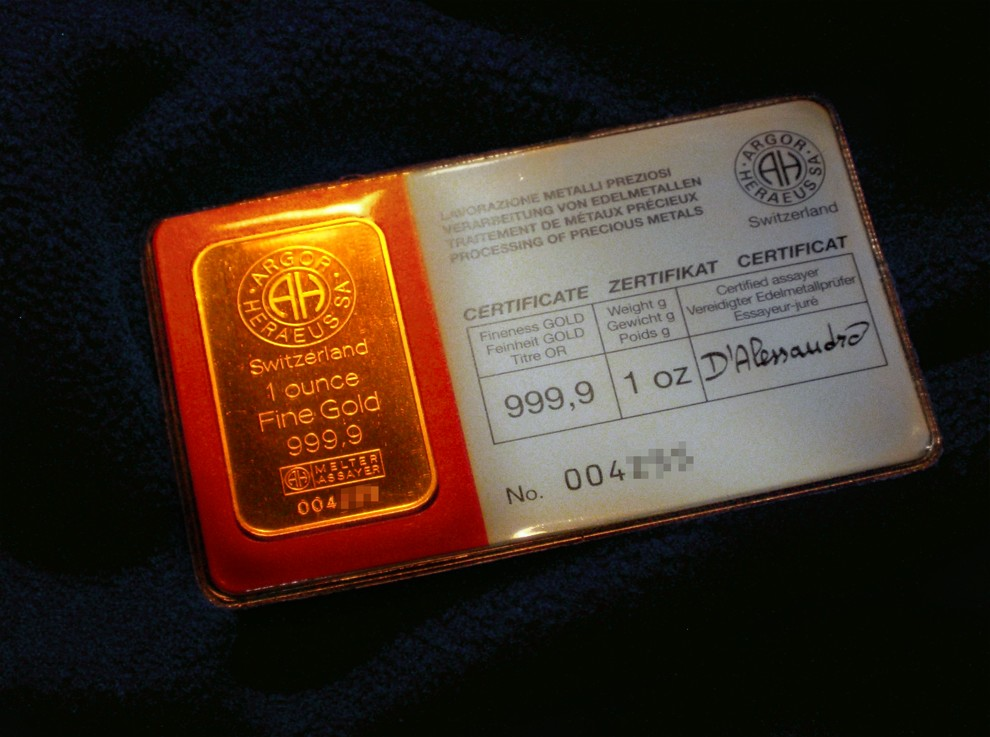
Eine Feinunze Gold mit Prägung von Heraeus

Anfang 2000 übernahm Jürgen Heraeus den Vorsitz im Aufsichtsrat des Familienunternehmens. Das neue Jahrtausend begann für Heraeus erstmals mit einer Geschäftsführung, in der kein Familienmitglied saß. 2001 hatte der Technologiekonzern über 9.100 Mitarbeiter und einen Umsatz von fast 7 Milliarden Euro. Es gab weitere Umstrukturierungen, einzelne Geschäftsbereiche wurden verkauft (z. B. Heraeus Med, Kendro Laboratory Products), andere beispielsweise im industriellen Edelmetallbereich (Dünnfilmtechnik, Bonddraht) wurden ausgebaut. Ein Fokus wurde auf die Schlüsselmärkte Umwelt, Gesundheit, Mobilität, Kommunikation und Energie gelegt.
Der Geschäftsbereich W.C. Heraeus wurde ab 2009 in die neuen Geschäftsbereiche Heraeus Precious Metals und Heraeus Materials Technology aufgeteilt. Nach der Finanzkrise 2008 erzielte Heraeus mehrmals in Folge Umsatzrekorde, z. B. 2011 mit einem Rekord-Produktumsatz von 4,8 Milliarden Euro. Der Edelmetallhandelsumsatz überschritt 2011 erstmals die Marke von 20 Milliarden Euro. Im Sommer 2013 verkaufte Heraeus den Geschäftsbereich Dentalprodukte (Heraeus Dental) an den japanischen Chemiekonzern Mitsui. Im Juli 2013 übernahm mit Jan Rinnert, dem Schwiegersohn von Jürgen Heraeus, wieder ein Mitglied der Gesellschafterfamilie die Geschäftsführung.
Mit einer erneuten größeren Umstrukturierung der Organisation wurden die Geschäftsbereiche Heraeus Precious Metals und Heraeus Materials Technology in sieben neue Global Business Units (GBUs) umgewandelt. Seit 2017 bestand die Heraeus Gruppe aus zehn Global Business Units, unter dem Dach der Holding.
Im März 2017 veräußerte Heraeus für 30 Millionen Euro seine Sputtertarget-Sparte an die US-amerikanische Materion Corporation. Im April 2017 übernahm Heraeus den schweizerischen Wettbewerber Argor-Heraeus (vormals Argor S.A.), an dem das Unternehmen bereits seit 1986 beteiligt war.
Im Oktober 2018 erweiterte Heraeus seine Vertriebskanäle in Deutschland und eröffnete in Kooperation mit dem Edelmetallhändler Ophirum GmbH die Online-Plattform Heraeus-Gold.de für den Erwerb von Heraeus-Edelmetallbarren sowie Münzen diverser Prägestätten für Privatkunden.

### Seit 2020: Übernahmen, Verkäufe und Investitionen
Nachdem sich im November 2020 der Aufsichtsratsvorsitzende Jürgen Heraeus nach 20 Jahren in dieser Tätigkeit nicht mehr zur Wahl gestellt hatte, wurde als sein Nachfolger Franz Haniel gewählt.
2021 übernahm Heraeus die US-Firma Norwood Medical, ein Hersteller von medizinischen Instrumenten, Geräten und Komponenten mit mehr als 1100 Mitarbeitern. Die Übernahme gilt als eine der größten in der Firmengeschichte. 2022 folgte die Übernahme des PET-Recyclingunternehmens Perpetual Technologies, das im gleichen Zuge in revalyu Resources umbenannt wurde. Ebenfalls 2022 gründete Heraeus mit dem Chemiekonzern BASF zu gleichen Anteilen ein Gemeinschaftsunternehmen zur Rückgewinnung von Edelmetallen aus verbrauchten Fahrzeugkatalysatoren. Das neue Unternehmen BASF Heraeus Metal Resource stellt recycelte Edelmetalle für Hightech-Industrien in China her.
Im April 2023 verkaufte Heraeus den Geschäftsbereich für Platin-Temperatursensoren (Heraeus Nexensos) an Yageo, ein Unternehmen für elektronische Komponenten.
Seit November 2023 beteiligt sich Heraeus an dem deutsch-französischen Start-up Zadient Technologies, das Siliziumkarbidpulver (SiC) für Hochleistungs-Halbleiteranwendungen wie Wechselrichtern und Ladegeräten für Elektrofahrzeuge herstellt.
Ende 2023 verkaufte Heraeus sein Speziallicht-Geschäft Heraeus Noblelight an die US-amerikanische Excelitas Technologies Corp. mit Sitz in Waltham, Massachusetts.
Im Mai 2024 nahm Heraeus an seinem Standort Bitterfeld in Sachsen-Anhalt die europaweit größte Recycling-Anlage in Betrieb, zur Wiedergewinnung von Seltenen Erden aus Altmagneten von Elektroantrieben und Windkraftturbinen.
Im Juni 2024 erwarb Heraeus 100 % von McCol Metals, ein kanadisches Unternehmen, das auf die Rückgewinnung von Iridium aus verbrauchten Mischmetalloxid-Elektroden spezialisiert ist.
Anfang Januar 2025 stellte Heraeus sein Quarzglas- und Keramikgeschäft neu auf. Die Geschäftsbereiche Conamic und Comvance wurden als neue Gesellschaft Heraeus Covantics zusammengeführt. 2025 erwarb die chinesische Haitian Group die Heraeus Photovoltaics (Shanghai), Heraeus Photovoltaic Technology (Shanghai) und Heraeus Photovoltaics Singapore und damit das Geschäft mit Photovoltaik-Silberpasten für rund 66 Millionen Euro.
Im Mai 2025 erfolgte ein Führungswechsel bei Heraeus: Der bisherige operative Geschäftsführer Frank Stietz wurde neuer Vorsitzender der Geschäftsführung. Er folgt auf Jan Rinnert, der das Familienunternehmen zwölf Jahre lang führte.

## Produkte (Auswahl)

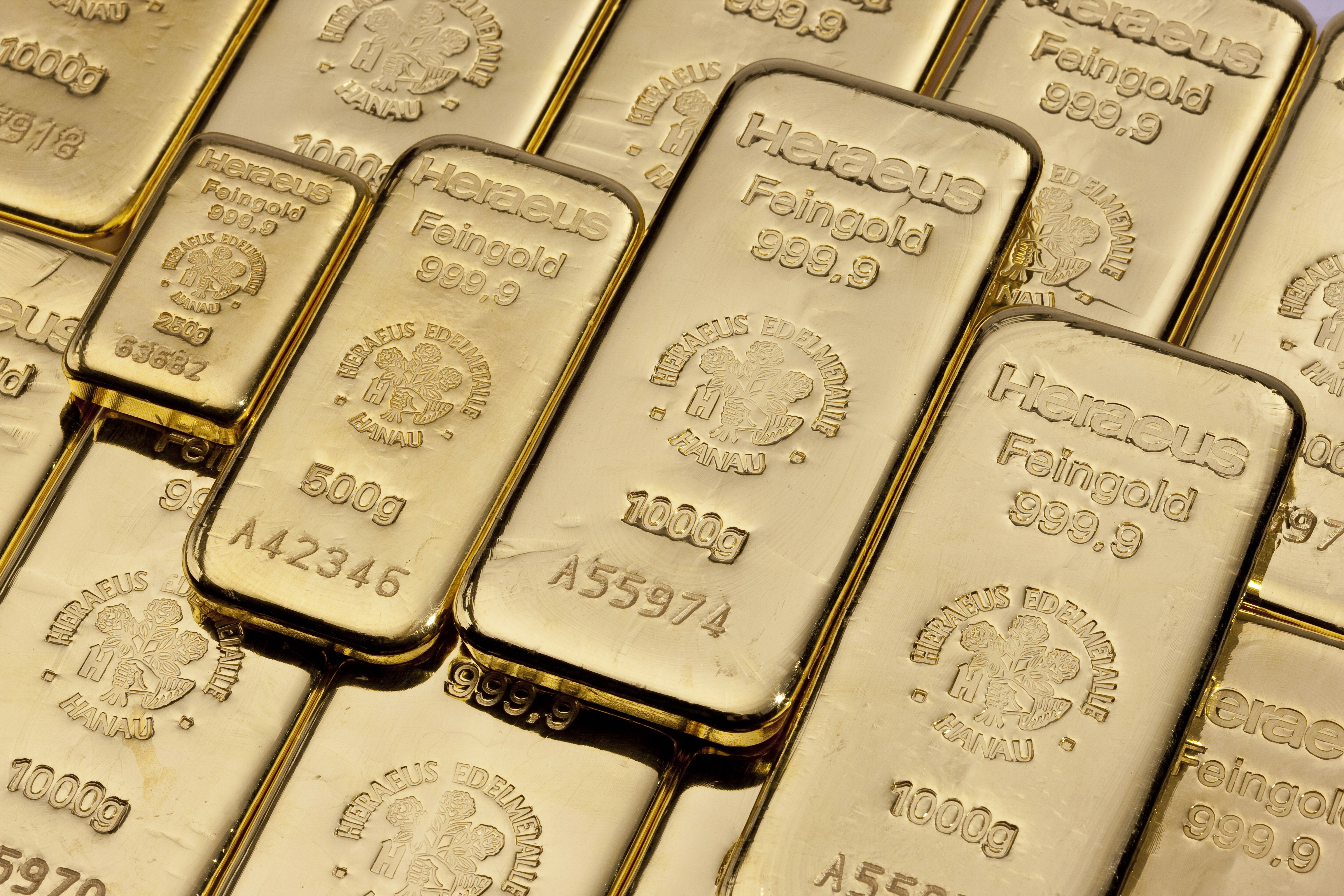
Goldbarren von Heraeus

Heraeus ist ein Unternehmen, dessen Produkte in Metall, Elektronik, Chemie, Automotive, Telekommunikation oder Medizin verwendet werden.
Ein Standbein der Heraeus Gruppe, zu der etwa die „Original Hanau Heraeus GmbH“ gehörte, ist die Herstellung und Verarbeitung von Edelmetallen (z. B. Platin, Gold, Silber) und auch der Handel mit ihnen. Die Metalle werden unter anderem zu Drähten oder Substraten für Komponenten der Automobil- oder Elektroindustrie verarbeitet oder auch in Sensoren eingesetzt, die etwa den Schwefelgehalt oder die Temperatur bei der Produktion von Stahl messen (und zum Teil beim Einsatz schmelzen).
Ein weiteres Produkt der Gruppe ist Quarzglas und die Verarbeitung für die Halbleiterindustrie sowie zu speziellen Vorformen für die Herstellung von Glasfasern. Im medizinischen Bereich produziert Heraeus unter anderem Komponenten für die Medizintechnik sowie Materialien wie Knochenzement und Beschichtungen für Implantate.

## Konzernstruktur
Die Heraeus Gruppe ist ein weltweit agierendes Konglomerat aus mehr als 100 mittelständisch strukturierten Einzelgesellschaften, tätig in nahezu allen Industriezweigen. Die vier Aktivitätsfelder der Gruppe sind folgende: Metals and Recycling, Healthcare, Semiconductor and Electronics sowie Industrials. Die verschiedenen Geschäftsaktivitäten sind in 15 operative Einheiten gegliedert, die Heraeus seit 2023 als Operating Companies bezeichnet.
Die Heraeus Holding gehört direkt und indirekt zu 100 Prozent der Gründerfamilie, es sind rund 200 Familiengesellschafter beteiligt. Jürgen Heraeus und seine Geschwister halten 25 Prozent der Anteile.

### Operating Companies der Heraeus Gruppe
(Quelle: )

#### Metals and Recycling
- Heraeus Precious Metals: Handel, Produktion und Recycling von Edelmetallen; Herstellung von Produkten für die Industrie (z. B. Beschichtungen für PC-Festplatten, Drähte für Mikrochips und Herzschrittmacher, Katalysatoren für die Herstellung von Kunststoffen oder Wasserstoff etc.)[48][9]
- Heraeus Amloy: Entwicklung von amorphen Legierungen (amorphe Metalle) und Herstellung von amorphen Bauteile[49]
- Heraeus Remloy: Seltenerdmagnetpulver aus recycelten Magneten[50]
- revalyu: PET-Recyclingunternehmen (Mehrheitsbeteiligung)

#### Healthcare
- Heraeus Medical: Knochenzement und Beschichtungen für medizinische Implantate in der chirurgischen Orthopädie[51]
- Heraeus Medevio (ehemals Heraeus Medical Components): Komponenten für die Medizintechnikindustrie (z. B. Herzschrittmacherkomponenten und Bauteile zur Behandlung von Gefäßerkrankungen)[52][53]
- Norwood Medical: Entwicklung und Herstellung von Instrumenten, Werkzeugen und Komponenten in der Medizin[54][55]
- Mo-Sci: Entwicklung und Herstellung von Präzisionsglastechnologie, z. B. Glasmikrokugeln, Pulver, Blöcke und Spezialgläser[56]
- Engineered Tissue Solutions: Entwicklung medizinischer Wundversorgungsprodukte, die aus proprietärem bioaktivem Glas auf Boratbasis bestehen.[57]

#### Semiconductor and Electronics
- Heraeus Electronics: Herstellung von Kleinstelektronikkomponenten und Montagematerialien für die Elektro- und Automobilindustrie (z. B. Bonddrähte, Dickschichtpasten und leitfähige Polymere).[58]
- Heraeus Epurio: Kondensatoren, Displays, Fotolacke (Photoresist) und leitfähige Polymere für die Halbleiterindustrie.[59]
- Heraeus Covantics: Herstellung und Verarbeitung von hochreinem Quarzglas und Keramik und neuartigen Kompositen; Herstellung von synthetischem Quarzglas und Keramikmaterialien für die Datenübertragungs- und Telekommunikationsbranche, Herstellung von Spezialfasern für industrielle und medizinische Anwendungen, die Halbleiterfertigung und Optik.[60]
- Heraeus Printed Electronics: Digitaldruckverfahren für metallisch leitfähige Systeme[61]

#### Industrials
- Heraeus Electro-Nite: Messtechnik wie (Einmal-)Sensoren und Probenehmer speziell für Metallschmelzen sowie Hard- und Software für die Systemtechnik.[62][9]

- Smart Steel Technologies: KI-basierte Software zur Optimierung von Prozessen in der Stahlproduktion (Minderheitsbeteiligung)

## Standorte
Der Stammsitz und die Zentrale der Heraeus-Gruppe ist im hessischen Hanau. Der Heraeus-Konzern hat mehr als 100 Standorte in 40 Ländern.
Beispiele für Produktionsstätten sind neben Hanau eine große Quarzglas-Produktion der Heraeus Comvance in Bitterfeld-Wolfen (Sachsen-Anhalt), Elektronik-Fabriken der Heraeus Epurio in Leverkusen und Dayton (USA) sowie die insgesamt elf Produktionsstätten der Geschäftseinheit Heraeus Precious Metals in Deutschland, Irland, Türkei, Südafrika, China, Hongkong, Indien, der Schweiz und in den USA.
Die Operating Companies haben Vertriebs-Standorte auf der ganzen Welt, vor allem in Europa, Asien und den USA. In verschiedenen Ländern wurden lokale Gesellschaften gegründet, in Europa beispielsweise in Frankreich, Irland oder Italien. Aber auch in Asien (China, Indien, Thailand, Südkorea, Malaysia, Singapur etc.) sowie Nord- und Mittelamerika (USA, Mexiko, Costa Rica, Puerto Rico) ist die Heraeus Holding vor Ort vertreten. Auf den Kontinenten Südamerika (Brasilien), Afrika (Südafrika) und Ozeanien (Australien) finden sich ebenfalls Niederlassungen.

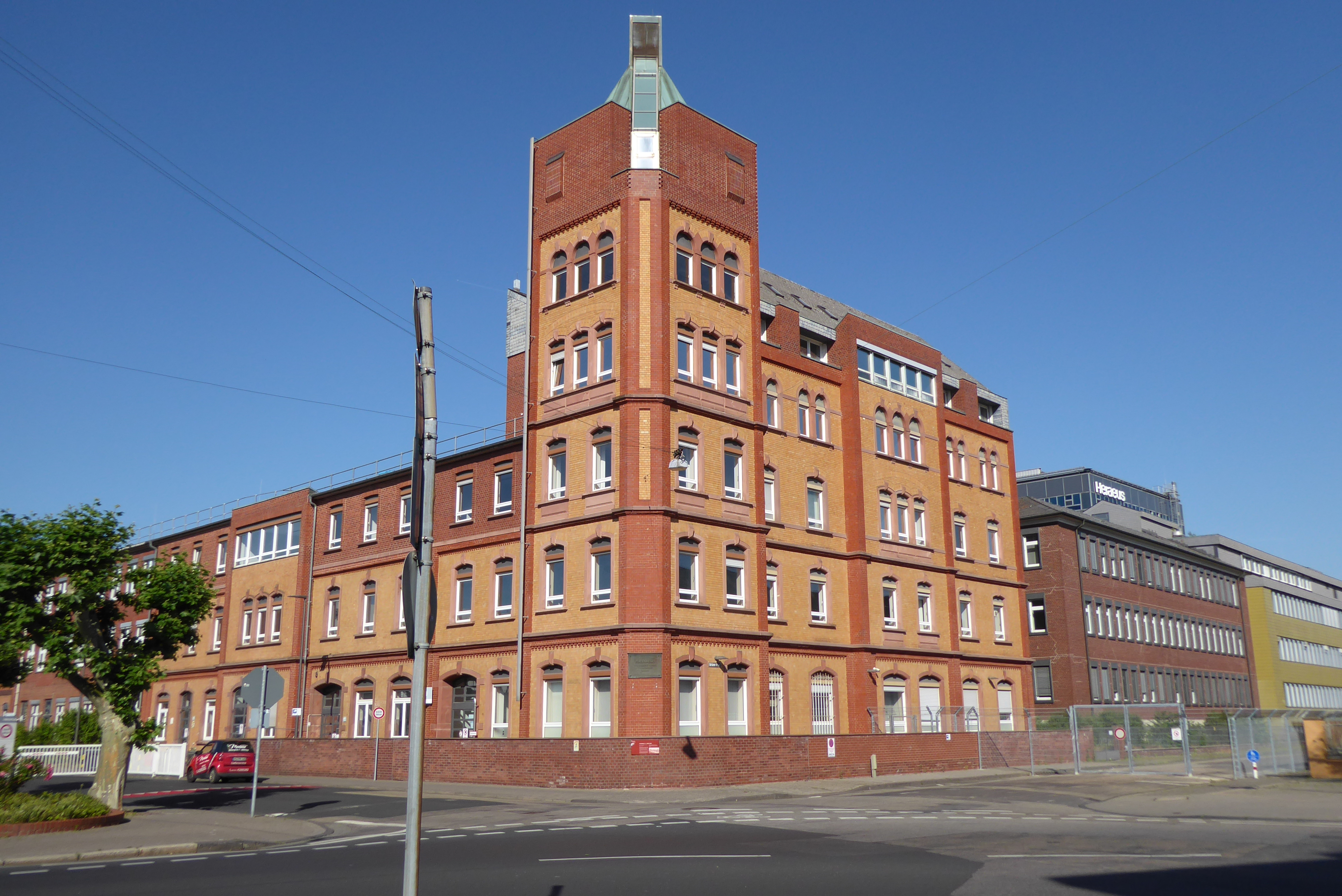
Zentrale in Hanau
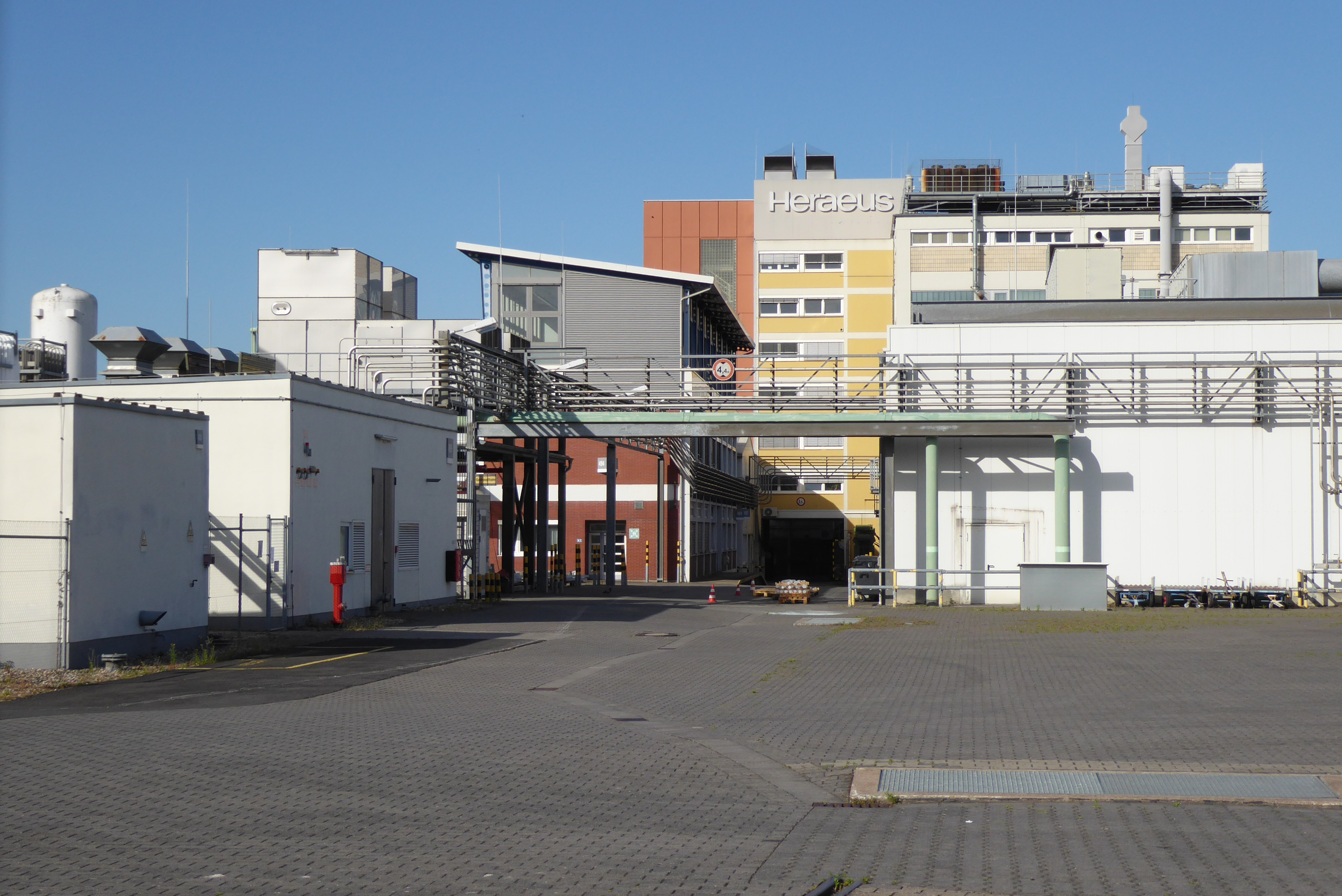
Werk in Hanau
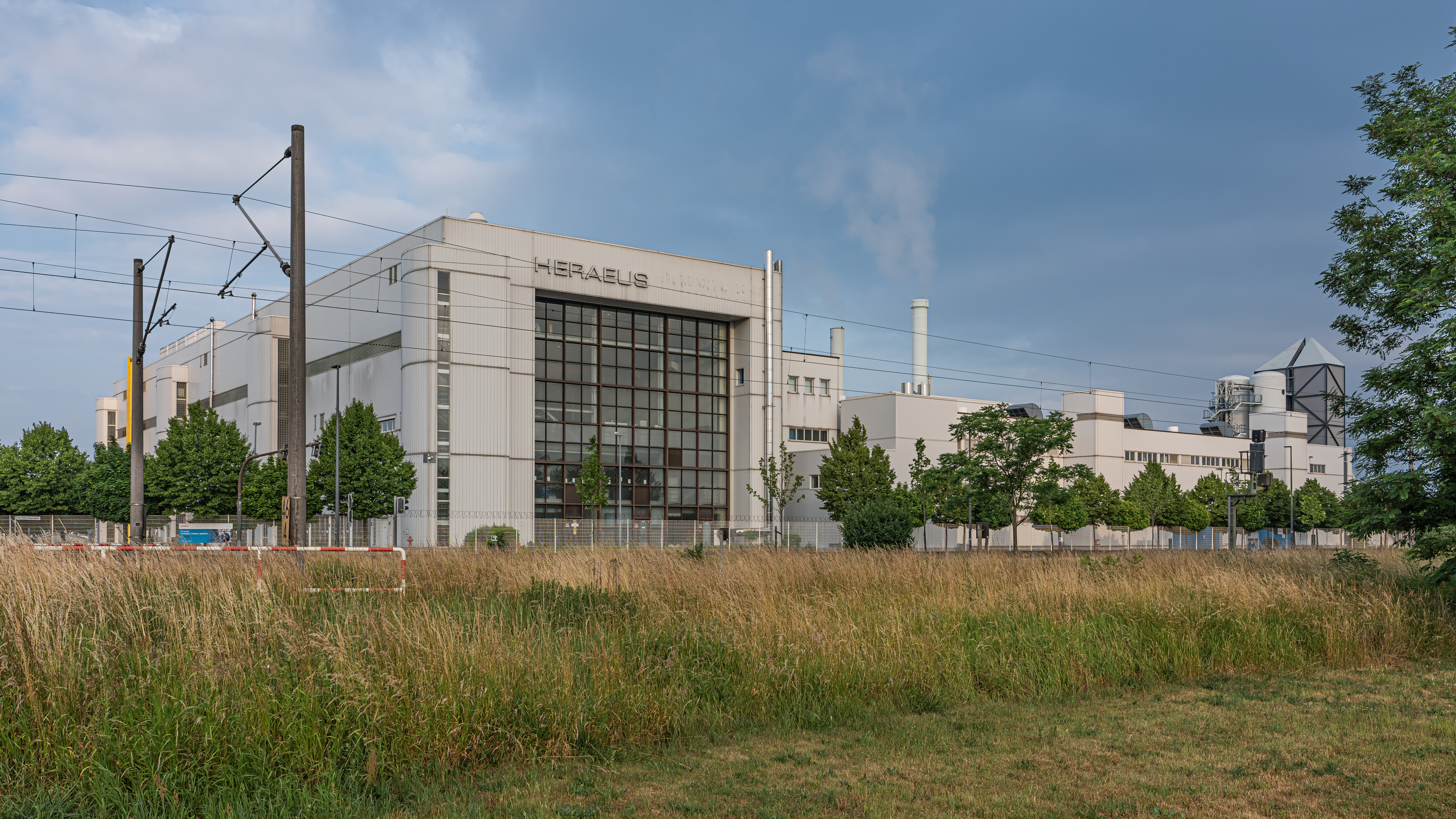
Werk in Bitterfeld-Wolfen

## Stiftungen
Die Gesellschafter des Unternehmens haben vier Stiftungen aus privatem Vermögen gegründet, die sich in verschiedenen gemeinnützigen Bereichen einsetzen.
Die 1963 gegründete Wilhelm und Else Heraeus-Stiftung fördert nach eigener Darstellung die naturwissenschaftliche Forschung und Ausbildung, insbesondere im Bereich Physik. Seit Mitte der 1970er-Jahre arbeitet die Stiftung mit der Deutschen Physikalischen Gesellschaft (DPG) zusammen. Sie gilt als eine der bedeutendsten privaten Fördereinrichtungen auf dem Gebiet der Physik in Deutschland.
Die Heraeus Bildungsstiftung wurde 1965 ins Leben gerufen, um sich im Bereich Bildung für die Fortbildung von Lehrkräften und Schulleitungen einzusetzen. Die bundesweit aktive Stiftung bietet Seminare zu Themen der Persönlichkeitsentwicklung, Führung, Beziehungskultur an Schulen und der Schulentwicklung an.
Die 1973 gegründete Heraeus Sozialstiftung ist eine Unterstützungskasse für aktive und ehemalige Mitarbeiter des Heraeus Konzerns und deren Angehörige in Notlagen. Sie hilft bei Therapieeinrichtungen, bei finanziellen Notlagen und bei familiären Schwierigkeiten.
Unter dem Dach der Kathinka-Platzhoff-Stiftung (gegründet 1981) werden Betreuungs- und Pflegeeinrichtungen in Hanau betrieben. Die Stiftung fördert und begleitet Familien, Kinder und Jugendliche in verschiedenen Einrichtungen zur Kinderbetreuung, einer Bildungseinrichtung sowie durch Projekte und Veranstaltungen.

## Auszeichnungen (Auswahl)
Heraeus erhielt zahlreiche Auszeichnungen und Einstufungen in Rankings, so mehrfach als eines der innovativsten Unternehmen Deutschlands oder als einer der beliebtesten Arbeitgeber.